# Incursions de 2024 en Russie occidentale
Ne doit pas être confondu avec Incursion d'août 2024 dans l'oblast de Koursk.
Incursions en Russie occidentale lors de l'invasion russe de l'Ukraine
Batailles
Offensive de Kiev (Jytomyr, Kiev) : 
- 1re Hostomel
- Tchernobyl
- Ivankiv
- Kiev
- 2e Hostomel
- Vassylkiv
- Boutcha
- Irpin
  - Bombardement de réfugiés
- Jytomyr
- Mochtchoun
- Makariv
- Brovary

Offensive du Nord (Tchernihiv, Soumy) :
- Hloukhiv
- Slavoutytch
- Bombardements
- Soumy
- Trostianets
- Tchernihiv
- Okhtyrka
- Lebedyn
- Konotop
- Romny
- Desna
- Escarmouches frontalières

Russie  (Briansk, Belgorod) :
- Incursions en Russie occidentale
  - Oblast de Briansk
  - Oblasts de Belgorod et de Koursk
    - Incursions de 2024

  - Bombardement de Belgorod
- Oblast de Koursk (août 2024)

Campagne de l'Est (Donetsk, Louhansk, Kharkiv)
Kharkiv :
- 1re Kharkiv
  - Tchouhouïv
  - Bombardements : en février
  - en mars
  - en avril
  - du bâtiment administratif
- Izioum
- 2e Kharkiv
  - Balaklia
  - 1re Koupiansk
  - Chevtchenkove
- 3e Kharkiv

Nord du Donbass:
- Starobilsk
- Sloviansk
  - Dovhenke
  - 1re Lyman
  - Sviatohirsk
  - Bohorodychne et Krasnopillia
  - Bombardements : Bilohorivka
  - Kramatorsk
- Sievierodonetsk
  - Kreminna
  - Donets
  - Roubijné
  - Popasna
  - Tochkivka
  - Massacre
- Lyssytchansk
- 2e Kharkiv
  - Balaklia
  - 1re Koupiansk
  - Chevtchenkove
  - 2e Lyman
- Oblast de Louhansk
  - Ligne Svatove-Kreminna
  - Serebryansky
  - 2e Koupiansk

 Centre du Donbass:
- Horlivka
- Popasna
- Svitlodarsk
- Bakhmout
  - Soledar
- Siversk
- Tchassiv Iar
- Toretsk
- Kourakhove
- Velyka Novossilka
- Novopavlivka

Sud du Donbass :
- Volnovakha
- Marioupol
  - Bombardements : de l'hôpital
  - du théâtre
  - de l'école d'art
- Pisky
- Vouhledar
  - Pavlivka
- Marïnka
- Contre-offensive de 2023
- Avdiïvka
- Novomykhaïlivka
- Pokrovsk
  - Krasnohorivka
  - Toretsk
- Bombardements :
- Makiïvka
- Donetsk

Campagne du Sud (Mykolaïv, Kherson, Zaporijjia)
- 1re Kherson
- Odessa
- Melitopol
- Mykolaïv
  - Bombardements : à fragmentation
  - du bâtiment administratif
- 1re Berdiansk
- Zaporijjia
- Tchornobaïvka
- Enerhodar
- Voznessensk
- Houliaïpole
- Davydiv Brid
- 2e Berdiansk
- Nova Kakhovka
- 2e Kherson
  - Doudtchany
- Dniepr
- Tchoulakivka
- Contre-offensive de 2023
  - Robotyne

Frappes aériennes dans l'Ouest et le Centre de l'Ukraine
- Lviv (02/2022)
- Vinnytsia (03/2022)
- Yavoriv (03/2022)
- Deliatyne (03/2022)
- Dnipro
- Rivne

Guerre navale
- Île des Serpents (02/2022)
- Moskva (04/2022)

Attaques en Crimée
- Novofedorivka (08/2022)
- Djankoï (08/2022)
- Pont de Crimée (10/2022)
- Base navale de Sébastopol (10/2022)
- Pont de Crimée (07/2023)
- Base navale de Sébastopol (09/2023)

Débordement
- Aéroport de Millerovo
- Sabotages en Russie
- Attaques en Transnistrie
- Sabotage des gazoducs Nord Stream
- Terrain d'entraînement militaire de Soloti
- Explosions en Pologne
- Bases aériennes de Dyagilevo et Engels-2
- Base aérienne de Minsk-Matchoulichtchi
- Crise russo-moldave de 2023
  - Accusations de tentative de coup d'État en Moldavie
- Incident de drone de 2023 en mer Noire
- Rébellion du groupe Wagner

Massacres
- Tchernihiv
- Boutcha
- Borodianka
- Olenivka
- Izioum

Les incursions de 2024 en Russie occidentale sont des raids menés en mars et avril 2024 par des groupes armés antigouvernementaux russes sur le territoire des oblasts de Belgorod et de Koursk en Russie depuis le territoire de l’Ukraine. Au moins trois groupes, à savoir la légion de la Liberté de la Russie, le corps des volontaires russes et le bataillon Sibir, participent à ces opérations.
Dans le cadre d'attaques successives de ces territoires depuis le début de l'invasion russe de l'Ukraine en février 2022, ces groupes revendiquent en mars 2024 le contrôle de quatre localités dans les oblasts de Koursk et de Belgorod, et plusieurs autres zones restent sous contrôle contesté. Cette information est niée par le ministère de la Défense russe, qui affirme à plusieurs reprises avoir repoussé les assaillants et les avoir forcés à battre en retraite, malgré la poursuite des combats dans la région.

## Chronologie
À 08 h 00 heure locale le 12 mars 2024, la chaîne Telegram WarGonzo du blogueur militaire russe Semion Pegov (en) rapporte la tentative de franchissement de la frontière dans l'oblast de Belgorod par « des groupes armés à bord de camionnettes », appuyés par des tirs de mortier et d'artillerie. Selon la chaîne, une tentative de percée est menée depuis le village d'Odnorobivka (uk), dans l'oblast de Kharkiv ; une cinquantaine de combattants se dirigeant vers l'oblast de Belgorod. WarGonzo écrit qu'à la suite de la bataille, les groupes armés se sont retirés vers leurs positions d'origine, où ils ont été « visés par des armes à longue portée ». Selon Pegov, « les unités terroristes du RDK et du bataillon Sibir sont probablement responsables ».
La légion « Liberté de la Russie » publie une vidéo montrant des chars traversant la frontière. Une vidéo de la bataille est également publiée par le bataillon Sibir, qui affirme que « des combats féroces ont lieu sur le territoire de la fédération de Russie ». La chaîne publie également une vidéo appelant à boycotter l'élection présidentielle russe de 2024. L'ancien député de la Douma Ilia Ponomarev, qui vit en Ukraine, affirme que la légion « Liberté de la Russie », le corps des volontaires russes et le bataillon Sibir sont entrés dans les oblasts de Koursk et de Belgorod « dans le cadre d'une opération conjointe ».

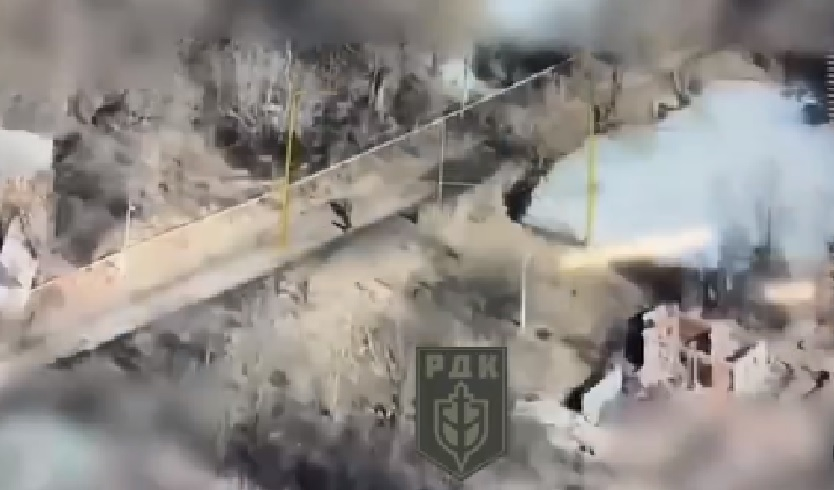
Troupes et civils russes fuyant les attaques pro-ukrainiennes, le 12 mars 2024.

Les assaillants revendiquent avoir pris le contrôle des villages de Tiotkino dans l'oblast de Koursk et de Lozovaïa Roudka (en) dans l'oblast de Belgorod. Dans la soirée, les autorités russes affirment avoir déjoué des tentatives d'infiltrations du territoire russe par plusieurs groupes de saboteurs. Le ministère de la Défense russe publie des vidéos de Tiotkino et Nekhoteïevka, dans l'oblast de Belgorod. Elle montre également un char ukrainien détruit à un poste frontière près de Nekhoteïevka (en). La vidéo publiée par les assaillants est ensuite géolocalisée dans le village ukrainien de l’autre côté de la frontière,.
Le 13 mars, la légion exhorte les civils de Belgorod et de Koursk à évacuer la zone, car « contraints d'infliger des dégâts par le feu sur les positions militaires de Belgorod et de Koursk ». Ils auraient également détruit un centre de contrôle russe.
Dans la matinée, la légion publie une vidéo avec « les salutations de la partie libérée de Tiotkino », annonçant un raid dans le village. Cependant, l'analyse de Proekt démontre que ces images ont été tournées dans le village frontalier ukrainien de Ryjivka (en), à 300 mètres du village russe. Un représentant de la légion de la Liberté de Russie déclare au média indépendant russe que la vidéo avec les combattants a effectivement été enregistrée aux abords du village ukrainien, avant même « la prise de Tiotkino ». Selon ses données, au moment de la publication de la vidéo, les insurgés se trouvaient déjà à Tiotkino, mais aucune vidéo n'a été publiée pour, selon lui, éviter des risques inutiles. Aucune source indépendante ne peut prouver l'entrée de la légion dans Tiotkino.
Dans l'oblast de Belgorod, les autorités russes affirment sur Telegram qu'une nouvelle attaque est dirigée contre Graïvoron le 14 mars, près de la frontière avec l'Ukraine, avec un avertissement de raid aérien lancé et des civils du district apparemment évacués. Des groupes armés anti-Poutine organisent également une autre incursion dans l’oblast de Koursk. Les centres commerciaux de Belgorod sont fermés en raison des bombardements. Selon l'ISW, plusieurs blogueurs russes ont signalé des affrontements continus à Tiotkino ainsi qu'à Kozinka et Spodariouchino, dans l'oblast de Belgorod. Les renseignements de défense ukrainiens (DIU) ont également intercepté les messages de Viatcheslav Gladkov ordonnant l'évacuation de la totalité des civils de Graïvoron. Peu de temps après, RBK diffuse des vidéos des habitants évacuant à pied, transportant leurs affaires, les autorités locales n'assurant aucun moyen de transport.
Le ministère de la Défense russe affirme le 15 mars avoir repoussé les incursions de la veille dans l'oblast de Belgorod. Selon Andriy Yusov (en), porte-parole de la Direction principale du renseignement (HUR), les oblasts de Koursk et de Belgorod sont désormais des « zones de combat actives », soulignant que les groupes anti-Poutine agissent de manière indépendante et non sous la direction du gouvernement ukrainien. Des échanges de tirs sont signalés à Spodariouchino (en) et Popovo-Lejatchi et dans ses environs. Peu après midi, une salve de roquettes frappe Belgorod, touchant des bâtiments civils et des rues. Le ministère de la Défense russe signale également la poursuite des affrontements près de Kozinka (en) et Tiotkino. De plus, des blogueurs militaires russes rapportent le déploiement dans la région de la 2e brigade Spetsnaz de la Garde pour renforcer les défenses.
Le 16 mars, le Corps des volontaires russes (RDK) affirme avoir capturé 25 soldats russes. Comme lors des incursions de 2023, au cours desquelles le groupe captura un certain nombre de soldats russes, le commandant Denis Kapoustine réclame une audience avec le gouverneur de Belgorod, Viatcheslav Gladkov, en vue d'un échange de prisonniers. De nouvelles communications russes interceptées sont publiés par le HUR, rapportant la perte par les autorités des villages de Kozinka et Glotovo (ru), les forces antigouvernementales « contournant » Graïvoron avec au moins une tentative d'assaut sur la ville le long de la rue Mira. Cette version est appuyée par une photo publiée par le RDK montrant ses combattants dans les forêts du nord-ouest de Graïvoron. Le ministère de la Défense russe signale également des affrontements près de Popivka (en) dans l'oblast de Soumy, ainsi que près de Spodariouchino et Kozinka.
Dans la matinée, la légion avertit les habitants de Belgorod d'une frappe imminente de missiles contre les installations militaires russes de la ville. À 17:00 heure locale, Gladkov dénombre le tir de 15 roquettes RM-70, dont huit sont abattues, mais l'attaque touche également des cibles civiles, tuant deux personnes et en blessant trois autres. Quelques heures plus tard, une seconde salve est tirée : plusieurs missiles sont abattus et leurs débris ont atterri sur plusieurs maisons et entreprises, déclenchant un incendie dans un parc industriel ayant blessé un civil.
Le 17 mars, le bataillon Sibir aurait pris le village de Gorkovski (en) dans l'oblast de Belgorod, publiant des photos de membres du bataillon, aux côtés de volontaires tchétchènes, devant le bâtiment administratif du village,,. Deux jours plus tôt, le commandant Roustam Ajiev du bataillon spécial séparé d'Itchkérie a annoncé le début d'activités de sabotage en Russie. Plus tard dans la journée, les groupes ont posé pour des photos en brandissant leurs drapeaux respectifs sur le bâtiment administratif de Kozinka.
Le ministère de la Défense russe déclare avoir abattu au-dessus de Loukatchivka (oblast de Soumy) un hélicoptère de transport ukrainien Mil Mi-8 se dirigeant vers Kozinka. L'entité gouvernementale russe publie les images des débris,. Après les spéculations des blogueurs militaires russes selon lesquelles l'aéronef était un hélicoptère occidental plus avancé, le HUR nie la perte de l'un de ses UH-60 ce jour-là,.
Le HUR diffuse le 18 mars de nouveaux appels russes interceptés rapportant l'évacuation totale de la population de Graïvoron vers Rakitnoïe (en). D'autres appels font état de forces pro-Kremlin positionnant des véhicules BM-21 Grad dans des carrefours résidentiels, notamment à Kirpitchny, ainsi que d'informations selon lesquelles plus de la moitié de Gorkovski a été détruite par des bombardements pro-Kremlin. De plus, un porte-parole du légion, Alexeï Baranovski, déclare au Kyiv Post que les forces pro-Kremlin bombardent des cibles civiles. L’armée russe rétorque que les forces anti-Kremlin tirent sans discernement au mortier sur les zones civiles.
La légion revendique la destruction d'un dépôt de munitions à Tiotkino le 19 mars. Par ailleurs, le groupement tactique roumain Getica, une unité composée de Roumains et de Moldaves de la légion internationale, annonce participer aux incursions depuis « quelques jours », notamment dans les bois au nord-ouest de Graïvoron.
Les autorités de la région de Belgorod annonce leur intention d'évacuer 9 000 enfants de la ville de Belgorod, ainsi que des raïons de Belgorod (en), Chebekino (en) et Graïvoron, en raison des attaques,. Selon le président russe Vladimir Poutine, les attaques « terroristes » dans les oblasts de Koursk et de Belgorod ont été « repoussées » et « réprimées » par le Service fédéral de sécurité (FSB), malgré la poursuite des raids et le fait que les forces antigouvernementales occupent toujours au moins quatre villages le long de la frontière.
Le 20 mars, le gouverneur Gladkov annonce la création de postes de contrôle et de barrages routiers vers les localités évacuées de Kozinka, Glotovo, Gora-Podol (en) , Novostroïevka-Pervaïa (en), Novostroïevka-Vtoraïa (ru), Bezimeno (en) et Graïvoron, interdisant l'entrée aux étrangers.
Des combats se poursuivent à Krasnaïa Iarouga (en), Kozinka, Graïvoron, Gorkovsky, Jouravliovka (en) et Oktiabrski, ainsi que d'autres incursions à Koursk. La légion « Liberté de la Russie » diffuse également de nouveaux appels interceptés indiquant que la population de Belgorod est en train d'être évacuée vers Stary Oskol. Selon le ministère de la Défense russe, ses forces ont « complètement débarrassé » Kozinka des combattants, tuant 650 d'entre eux par « des frappes aériennes et des tirs d'artillerie ». Le blogueur allemand Julian Röpcke estime que l'armée a largué des bombes à ogive hautement explosive FAB-500 dans le cadre de ses opérations de nettoyages. Certains blogueurs russes sont en désaccord avec le rapport officiel du ministère de la Défense, annonçant la poursuite des combats à Kozinka.
Le 21 mars, le FSB annonce l'arrestation de quatre individus pour « apologie du terrorisme ». L'un d'eux, un habitant de Belgorod, est accusé d'avoir collaboré avec la légion en vue d'une attaque contre un site militaire russe. Pendant ce temps, des combattants russes affirment que les conscrits du VDV ont repoussé une incursion près de Tiotkino, tandis que le leader tchétchène Ramzan Kadyrov annonce le déploiement à Belgorod de la milice « Zapad-Akhmat ». L'unité aurait pris part aux combats près de la section de la frontière de Kharkiv.
À Kiev, Alexeï Baranovsky de la légion, Denis Kapoustine du RDK et « Kholod » (nom de guerre) du bataillon Sibir se rencontrent pour tenir une conférence de presse organisée par Ukrinform, déclarant maintenir leurs opérations dans la région. Le bilan de leurs pertes sera communiquée qu'une fois l'opération terminée.
Dmitri Peskov, attaché de presse de Poutine, réitère le 22 mars l'affirmation continue du gouvernement russe selon laquelle la totalité des forces anti-Kremlin ont été repoussées des oblasts de Belgorod et de Koursk. Le FSB annonce également l'arrestation de sept hommes à Moscou, soupçonnés de collaboration avec la légion « Liberté de la Russie ».
Le 26 mars, le FSB indique qu'un « complice » du Corps des volontaires russes est mort après l'explosion d'un engin explosif improvisé qu'il transportait alors qu'il était arrêté pour avoir comploté en vue d'attaquer un point de collecte d'aide humanitaire dans l'oblast de Samara.
Le 27 mars, la légion publie sur le compte X (anciennement Twitter) la mort au combat d'un membre de l'unité, Dani Tammam Akel, du nom de guerre « Apôtre ». Partisan d’Alexeï Navalny, Akel avait fui la Russie pour l’Estonie au début de la guerre en 2022.
Le Corps des Volontaires russes annonce le 7 avril 2024 l'achèvement de la « phase intense » de ses raids en Russie.

## Pertes
Selon la chaîne russe Telegram Baza, deux personnes ont été blessées au cours des combats, dont un habitant local. Le 12 mars, le ministère de la Défense russe affirme avoir tué 234 assaillants lors de l'incursion. Le 21 mars, la légion et le RDK dénombrent 651 tués, 980 blessés et 37 membres pro-Kremlin capturés.
La plupart des analystes occidentaux s’accordent à dire que les chiffres des victimes présentés par les deux camps sont fortement exagérés.

## Réactions

### Ukraine
Les responsables ukrainiens nient toute implication dans l'attaque. Selon Andriy Yusov (en), ces formations « agissent de manière absolument autonome, indépendante et exécutent les tâches de leur programme socio-politique ». Cependant, la légion de la Liberté de Russie ferait partie de la légion internationale, une unité des forces de défense territoriale, la réserve militaire ukrainienne. Le 19 mars, le groupement tactique roumain Getica, une unité de la légion internationale composée de Roumains et de Moldaves, annonce participer aux incursions depuis leur début le 12 mars.
Kyrylo Boudanov, directeur du renseignement militaire ukrainien (HUR), déclare le 16 mars : « Aucun doute que la subjectivité (des milices anti-Kremlin) s'est formée, elles ne peuvent plus être qualifiées de 'groupe', maintenant elles deviennent une force ». Commentant l'organisation des groupes insurgés, Boudanov annonce que le HUR les soutiendra « dans la mesure du possible ». Le 22 mars, le porte-parole du HUR, Andrii Yusov, déclare que l'incursion a forcé la Russie à « modifier ses plans » concernant une éventuelle attaque contre le secteur nord de l'Ukraine en détournant ses forces vers l'oblast de Belgorod.
Selon le média Kyiv Independent, l'incursion n'a « aucun plan défini ». Malgré l'annonce d'un objectif global (marcher sur Moscou et renverser le gouvernement russe), un porte-parole de la légion déclare que « ce n'est pas un scénario réaliste dans un délai prévisible ». Selon Alexeï Baranovsky, le but immédiat de l'incursion est la perturbation des « votes régionaux » et la galvanisation de « l'opposition russe intérieure ». Au même moment, le compte Telegram de la légion « Liberté de la Russie » déclare que son objectif est de mettre fin au bombardement de Kharkiv par l'artillerie russe depuis des positions dans l'oblast de Belgorod.
Lors de leur conférence de presse du 21 mars à Kiev, les dirigeants du raid déclarent avoir reçu un soutien en matière de renseignement et de logistique de l'Ukraine, mais réitèrent leur affirmation selon laquelle ils agissent indépendamment de Kiev lorsqu'ils combattent sur le territoire russe. L'Ukraine a fourni des munitions pour armes légères et des évacuations médicales, ajoute Kapoustine. À la suite d'une question concernant la provenance des armes lourdes, véhicules blindés et chars, Kapoustine répond : « nous pouvons acheter des chars et des systèmes de lance-roquettes dans un magasin de surplus militaires », faisant apparemment référence à une affirmation de Vladimir Poutine selon laquelle les « petits hommes verts » (lors de l'invasion de la Crimée en 2014) ou de simples civils se seraient équipés de surplus disponibles dans le commerce. Au même moment, Baranovsky, porte-parole de la légion, affirme que l'équipement lourd constituent des « trophées » d'engagements antérieurs avec les forces russes.

### Russie
Les incursions ont lieu lors de l'élection présidentielle russe de 2024, le président russe Vladimir Poutine les décrivant comme une tentative de « perturber » l'élection et « d'interférer avec le processus normal d'expression de la volonté des citoyens ». Le 19 mars, Poutine ordonne au FSB de traquer et de « punir » les Russes servant dans l’armée ukrainienne et les comparent à l’Armée Vlassov, une unité collaborationniste russe pro-nazie de la Seconde Guerre mondiale. Les écoles de Koursk reçoivent l'ordre de passer à l'apprentissage à distance pour le reste de la semaine,, tandis qu'une alerte aux missiles a été déclarée dans la ville. Le 12 mars, le quartier général opérationnel militaire russe de l'oblast de Koursk interdit la publication et la distribution de contenus montrant des militaires russes, des frappes d'artillerie, des défenses aériennes et des frappes de drones dans le but de protéger la sécurité des opérations dans la région.
Le 14 mars, l'ISW note une augmentation du mécontentement antigouvernemental dans la gestion des incursions par l'armée, similaire au mécontentement exprimé par l'opposition ultranationaliste, comme Igor Guirkine et Evgueni Prigojine, lors des raids de l'oblast de Belgorod en 2023. Cependant, ces critiques sont beaucoup moins susceptibles de proliférer dans le grand public russe, car le gouvernement russe déploie des efforts concertés pour prendre le contrôle de l'espace d'information Telegram afin de censurer les opinions antigouvernementales à la suite de la rébellion du groupe Wagner en juin 2023. Le gouvernement russe doit bientôt prendre la décision entre la réaffectation des ressources militaires à Koursk et à Belgorod ou le paiement d'un « coût de réputation » parmi les ultra-nationalistes, ajoute l'ISW.
Dans un discours devant le Conseil de sécurité de Russie, Poutine déclare que le nombre total de « mercenaires » antigouvernementaux s'élève à environ 2 500 combattants, ce qui en fait la plus grande incursion armée en Russie proprement dite depuis la Seconde Guerre mondiale, jusqu'à l'offensive des forces armées ukrainiennes dans l'oblast de Koursk en août 2024,.
Selon un sondage Gallup du 13 mars, seulement 32 % des Russes se disent prêts à entrer en guerre pour leur pays si nécessaire. Les incursions ont entraîné une diminution notable du soutien populaire à la guerre en Russie, conclut The New York Sun.